# Tour der französischen Rugby-Union-Nationalmannschaft nach Argentinien 1992
| Tour der Franzosen nach Argentinien 1992 | Tour der Franzosen nach Argentinien 1992 | Tour der Franzosen nach Argentinien 1992 | Tour der Franzosen nach Argentinien 1992 | Tour der Franzosen nach Argentinien 1992 |
| Übersicht                                | S                                        | G                                        | U                                        | N                                        |
| ---------------------------------------- | ---------------------------------------- | ---------------------------------------- | ---------------------------------------- | ---------------------------------------- |
| Test Matches                             | 2                                        | 2                                        | 0                                        | 0                                        |
| Sonstige Spiele                          | 6                                        | 3                                        | 0                                        | 3                                        |
| Gesamt                                   | 8                                        | 5                                        | 0                                        | 3                                        |
|                                          |                                          |                                          |                                          |                                          |
| Argentinien                              | 2                                        | 2                                        | 0                                        | 0                                        |

Die Tour der französischen Rugby-Union-Nationalmannschaft nach Argentinien 1992 umfasste eine Reihe von Freundschaftsspielen der französischen Rugby-Union-Nationalmannschaft. Sie reiste von Mitte Juni bis Mitte Juli 1992 durch Argentinien und bestritt während dieser Zeit acht Spiele. Darunter waren zwei Test Matches gegen die argentinische Nationalmannschaft, die beide von den Franzosen gewonnen werden konnten. Ebenfalls auf dem Programm standen sechs Partien gegen regionale Auswahlteams, die mit je drei Siegen und Niederlagen endeten.

## Spielplan
- Hintergrundfarbe grün = Sieg
- Hintergrundfarbe rot = Niederlage

(Test Matches sind grau unterlegt; Ergebnisse aus der Sicht Frankreichs)
| # | Datum         | Gegner                         | Ort                   | Stadion                        | Ergebnis |
| - | ------------- | ------------------------------ | --------------------- | ------------------------------ | -------- |
| 1 | 16. Juni 1992 | Unión Cordobesa de Rugby       | Córdoba               | Club Universitario             | 62:20    |
| 2 | 20. Juni 1992 | Unión de Rugby de Buenos Aires | Buenos Aires          | Estadio José Amalfitani        | 18:12    |
| 3 | 23. Juni 1992 | Unión de Rugby de Tucumán      | San Miguel de Tucumán | Estadio Monumental José Fierro | 21:24    |
| 4 | 27. Juni 1992 | Invitación XV                  | San Juan              | Estadio Aldo Cantoni           | 32:18    |
| 5 | 30. Juni 1992 | Unión de Rugby de Cuyo         | Mendoza               | Estadio Bautista Gargantini    | 30:32    |
| 6 | 04. Juli 1992 | Argentinien                    | Buenos Aires          | Estadio José Amalfitani        | 27:12    |
| 7 | 07. Juli 1992 | Unión de Rugby de Rosario      | Rosario               | Estadio Marcelo Bielsa         | 6:8      |
| 8 | 11. Juli 1992 | Argentinien                    | Buenos Aires          | Estadio José Amalfitani        | 33:9     |

## Test Matches
| 4. Juli 1992 | Argentinien                              | 12 : 27        | Frankreich                                                                           | Estadio José Amalfitani, Buenos Aires Zuschauer: 32.000 Schiedsrichter: Frederick Burger (Südafrika) |
| 4. Juli 1992 | Straftritte: Mesón (3) Dropgoals: Arbizu | (6:14) Bericht | Versuche: Deylaud Viars Erhöhungen: Deylaud Straftritte: Viars (4) Dropgoals: Penaud | Estadio José Amalfitani, Buenos Aires Zuschauer: 32.000 Schiedsrichter: Frederick Burger (Südafrika) |

Aufstellungen:
- Argentinien: Lisandro Arbizu, Mariano Bosch, Gonzalo Camardón, Mario Carreras, Diego Cash, Luis Criscuolo, Diego Cuesta Silva, Hernán García Simón, Pablo Garretón , Gustavo Jorge, Germán Llanes, Federico Méndez, Santiago Mesón, Raúl Pérez, Pedro Sporleder
- Frankreich: Louis Armary, Philippe Benetton, Jean-Marie Cadieu, Marc Cécillon , Christophe Deslandes, Christophe Deylaud, Philippe Gallart, Jean-Michel Gonzalez, Aubin Hueber, Michel Marfaing, Stéphane Ougier, Alain Penaud, Philippe Saint-André, Jean-François Tordo, Sébastien Viars 
 Auswechselspieler: Christian Cœurveillé, Jean-Luc Sadourny

| 11. Juli 1992 | Argentinien                              | 9 : 33        | Frankreich                                                                                        | Estadio José Amalfitani, Buenos Aires Zuschauer: 42.000 Schiedsrichter: Frederick Burger (Südafrika) |
| 11. Juli 1992 | Straftritte: Mesón (2) Dropgoals: Arbizu | (6:9) Bericht | Versuche: Hueber Saint-André Viars Erhöhungen: Viars (3) Straftritte: Viars (3) Dropgoals: Hueber | Estadio José Amalfitani, Buenos Aires Zuschauer: 42.000 Schiedsrichter: Frederick Burger (Südafrika) |

Aufstellungen:
- Argentinien: Lisandro Arbizu, Mariano Bosch, Gonzalo Camardón, Diego Cash, Luis Criscuolo, Diego Cuesta Silva, Pablo Garretón , Gustavo Jorge, Germán Llanes, Federico Méndez, Santiago Mesón, Raúl Pérez, José Santamarina, Pedro Sporleder, Martín Terán 
 Auswechselspieler: Rodrigo de la Arena
- Frankreich: Louis Armary, Laurent Cabannes, Jean-Marie Cadieu, Marc Cécillon , Christian Cœurveillé, Christophe Deslandes, Christophe Deylaud, Philippe Gallart, Jean-Michel Gonzalez, Aubin Hueber, Alain Penaud, Jean-Luc Sadourny, Philippe Saint-André, Jean-François Tordo, Sébastien Viars 
 Auswechselspieler: Philippe Benetton, Thierry Devergie